# Фридрих Францл
Фридрих Францл (Беч, 6. март 1905 — Беч, 18. август 1989) био је аустријски фудбалски голман који је играо за Аустрију на Светском првенству у фудбалу 1934.